# Crostwick
Crostwick – wieś w Anglii, w hrabstwie Norfolk, w dystrykcie Broadland. Leży 9 km na północ od Norwich i 166 km na północny wschód od Londynu.
W 2001 miejscowość liczyła 97 mieszkańców.